# کمربند کوه‌زایی
| سپر سکو کوه‌زایی حوضه ساختاری ایالت آذرین بزرگ پوسته کش‌آمده | پوسته اقیانوسی: ۲۰–۰ میلیون سال ۶۵–۲۰ میلیون سال >۶۵ میلیون سال |

یک کمربند کوه‌زایی (به انگلیسی: Orogenic belt)، کوه‌زایی، یا کمربند جابجایی، ناحیه‌ای از پوسته زمین است که تحت تأثیر کوه‌زایی قرار گرفته‌است. زمانی که صفحه قاره‌ای مچاله می‌شود و برای تشکیل یک یا چند رشته‌کوه بالا می‌رود، یک کمربند کوه‌زایی ایجاد می‌شود. این شامل یک سری فرآیندهای زمین‌شناسی است که در مجموع به نام کوه‌زایی نامیده می‌شود.

## نگارخانه

فرورانش یک صفحه اقیانوسی در زیر صفحه تکتونیک قاره‌ای برای تشکیل یک کوه‌زایی برافزایشی. (مثال: آند)
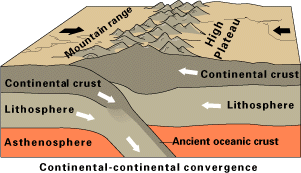
برخورد قاره‌ای دو صفحه قاره‌ای برای تشکیل یک کوه‌زایی برخوردی. به طور معمول، پوسته قاره‌ای برای دگرگونی رخساره‌های بلوشیست تا اکلوژیت تا اعماق سنگ‌کره فرورانش می‌کند و سپس در امتداد همان کانال فرورانش بالا می‌آید. (مثال: هیمالیا)